# Geneva (Nebraska)
Geneva ist der Verwaltungssitz des Fillmore County im US-Bundesstaat Nebraska. Im Jahr 2020 hatte die City 2.136 Einwohner.
Das 1894 errichtete historische Fillmore County Courthouse zeichnet sich durch seinen dreistöckigen Uhrturm mit der 1909 durch den Uhrmacher W.P. McCall installierten Uhr aus. Das Gebäude wurde aufwendig renoviert und ist in das National Register of Historic Places aufgenommen.

## Geographie
Genevas geographische Koordinaten sind 40° 32′ N, 97° 36′ W (40,526288, −97,601885).
Geneva liegt etwa 40 km südlich des Interstate 80 am U.S. Highway 81, der Mexiko mit Kanada verbindet.
Nach den Angaben des United States Census Bureaus hat die Stadt eine Fläche von 3,9 km², die vollkommen auf Land entfallen.

## Demographie
Zum Zeitpunkt des United States Census 2000 bewohnten Geneva 2226 Personen die Stadt. Die Bevölkerungsdichte betrug 573 Personen pro km². Es gab 1050 Wohneinheiten, durchschnittlich 270,3 pro km². Die Bevölkerung von Geneva bestand zu 99,01 % aus Weißen, 0,04 % Schwarzen oder African American, 0,27 % Native American, 0,45 % gaben an, anderen Rassen anzugehören und 0,22 % nannten zwei oder mehr Rassen. 0,81 % der Bevölkerung erklärten, Hispanos oder Latinos jeglicher Rasse zu sein.
Die Bewohner Genevas verteilten sich auf 957 Haushalte, von denen in 27,3 % Kinder unter 18 Jahren lebten. 55,7 % der Haushalte stellten Verheiratete, 6,2 % hatten einen weiblichen Haushaltsvorstand ohne Ehemann und 35,4 % bildeten keine Familien. 33,0 % der Haushalte bestanden aus Einzelpersonen und in 18,4 % aller Haushalte lebte jemand im Alter von 65 Jahren oder mehr alleine. Die durchschnittliche Haushaltsgröße betrug 2,24 und die durchschnittliche Familiengröße 2,83 Personen.
Die Stadtbevölkerung verteilte sich auf 23,1 % Minderjährige, 5,1 % 18–24-Jährige, 23,2 % 25–44-Jährige, 23,2 % 45–64-Jährige und 25,4 % im Alter von 65 Jahren oder mehr. Das Durchschnittsalter betrug 44 Jahre. Auf jeweils 100 Frauen entfielen 89,1 Männer. Bei den über 18-Jährigen entfielen auf 100 Frauen 81,4 Männer.
Das mittlere Haushaltseinkommen in Geneva betrug 32.500 US-Dollar und das mittlere Familieneinkommen erreichte die Höhe von 40.096 US-Dollar. Das Durchschnittseinkommen der Männer betrug 17.534 US-Dollar, gegenüber 17.534 US-Dollar bei den Frauen. Das Pro-Kopf-Einkommen in Geneva war 18.349 US-Dollar. 5,6 % der Bevölkerung und 2,4 % der Familien hatten ein Einkommen unterhalb der Armutsgrenze, davon waren 3,2 % der Minderjährigen und 7,1 % der Altersgruppe 65 Jahre und mehr betroffen.

## Persönlichkeiten
- Maggie Malone (* 1993), Speerwerferin; wuchs in Geneva auf